# Torre Hermosillo
La Torre Hermosillo es un edificio ubicado en la ciudad mexicana de Hermosillo, capital del estado de Sonora. Tiene una altura de 65 metros.

## Descripción
La Torre Hermosillo es uno de los edificios más altos del estado de Sonora, ubicado en la zona hotelera de la ciudad de Hermosillo. Se construyó en 1995. En la actualidad el edificio es propiedad de Grupo Delphi. El edificio es de arquitectura moderna y su uso principal es para oficinas.

### Ubicación
La Torre Hermosillo está ubicada en la calle Eusebio Francisco Kino, en la ciudad de Hermosillo, municipio de Hermosillo, Sonora, México.